# Cingles de Sant Sadurní
Els Cingles de Sant Sadurní, també coneguts com a Cingles de Gallifa, són un conjunt de cingleres i relleus que formen part de la Serralada Prelitoral i que separen l'altiplà del Moianès de la depressió del Vallès. Estan situats dins del terme municipal de Gallifa, a la comarca del Vallès Occidental.
S'orienten d'oest a est, entre el Serrat de Caramella, a ponent, i el Serrat Punxegut, a llevant. Són al nord del poble de Gallifa, emmarcats a ponent pel torrent dels Plans, al nord pel Sot de les Avellanedes, a llevant pel torrent del Sot de la Roca, i a migdia pels diferents torrents que constitueixen la riera de Gallifa, i que neixen en els Cingles de Sant Sadurní: Sot dels Cirers, torrent del Mal Grau i Canal de Sant Sadurní. Als peus de la cinglera, entre ella i el poble de Gallifa, s'estén el Bosc Gran, quasi del tot arrasat en el gran incendi forestal de l'agost del 2005.
La cinglera principal forma uns contraforts cap al sud, que davallen cap a la vall de Gallifa: a ponent, el Pla del Nasi, amb la masia de Sobregrau, el Turó del Mal Grau a la part central, i el Pla de l'Arbocera, el Cinglet i la Punta de l'Arbocera, a llevant. La part superior de la cinglera conté una sèrie d'elements de relleu que la fan molt característica; de ponent a llevant són les Roques de Caramella, el Morral del Puig, el Coll Llober, el Turó de la Pinassa, el Serrat Alt, el Collet de Sant Sadurní, el Roc de les Planes, la Mola, on hi ha l'església romànica de Sant Sadurní de Gallifa, que dona nom a tot el massís, i la Llista Blava.
La cara nord dels Cingles de Sant Sadurní no forma cinglera, sinó que s'enllaça amb l'altiplà del Moianès a través de diversos contraforts, com el Serrat de la Por. Sí que en formen les cares est i oest. Cap a llevant, és el Serrat Punxegut, amb contraforts com, de sud a nord, el Serrat Coniller, el Serrat del Camell, a l'extrem de llevant del qual hi ha la masia de la Roca i el Pla d'en Panarra. Cap a ponent, el sector nord del Serrat de Caramella enllaça amb la Baga dels Plans, també acinglerada.